# Lista de membros correspondentes da Academia Brasileira de Ciências empossados em 2017
Esta lista contém os nomes dos membros correspondentes da Academia Brasileira de Ciências empossados em 2017. 
| Imagem | Nome                  | Datas de nascimento e falecimento | Local de nascimento | Área de especialização | Alma mater   | Data de posse      | Conhecido por | Referências |
| ------ | --------------------- | --------------------------------- | ------------------- | ---------------------- | ------------ | ------------------ | --- | ----------- |
|        | Antonio García García | 15 de setembro de 1945            | Espanha             | Ciências Químicas      |              | 09 de maio de 2017 | | [ 2 ]       |
|        | Bruce Alberts         | 14 de abril de 1938               | Chicago, EUA        | Ciências Biomédicas    | Harvard, EUA | 09 de maio de 2017 | Autor dos livros Fundamentos da Biologia Celular e Biologia Molecular da Célula. Foi editor chefe da revista Science (2008 - 2013). | [ 3 ]       |
|        | Michael Maier Keller  | 07 de abril de 1960               | EUA                 | Ciências da Terra      |              | 09 de maio de 2017 | | [ 4 ]       |